# Juazeiro
Juazeiro, amtlich portugiesisch Município de Juazeiro, ist eine brasilianische Stadt im brasilianischen Bundesstaat Bahia in der Region Região Nordeste. Die Entfernung zur Hauptstadt Salvador beträgt 502 km.

## Geographie und Klima

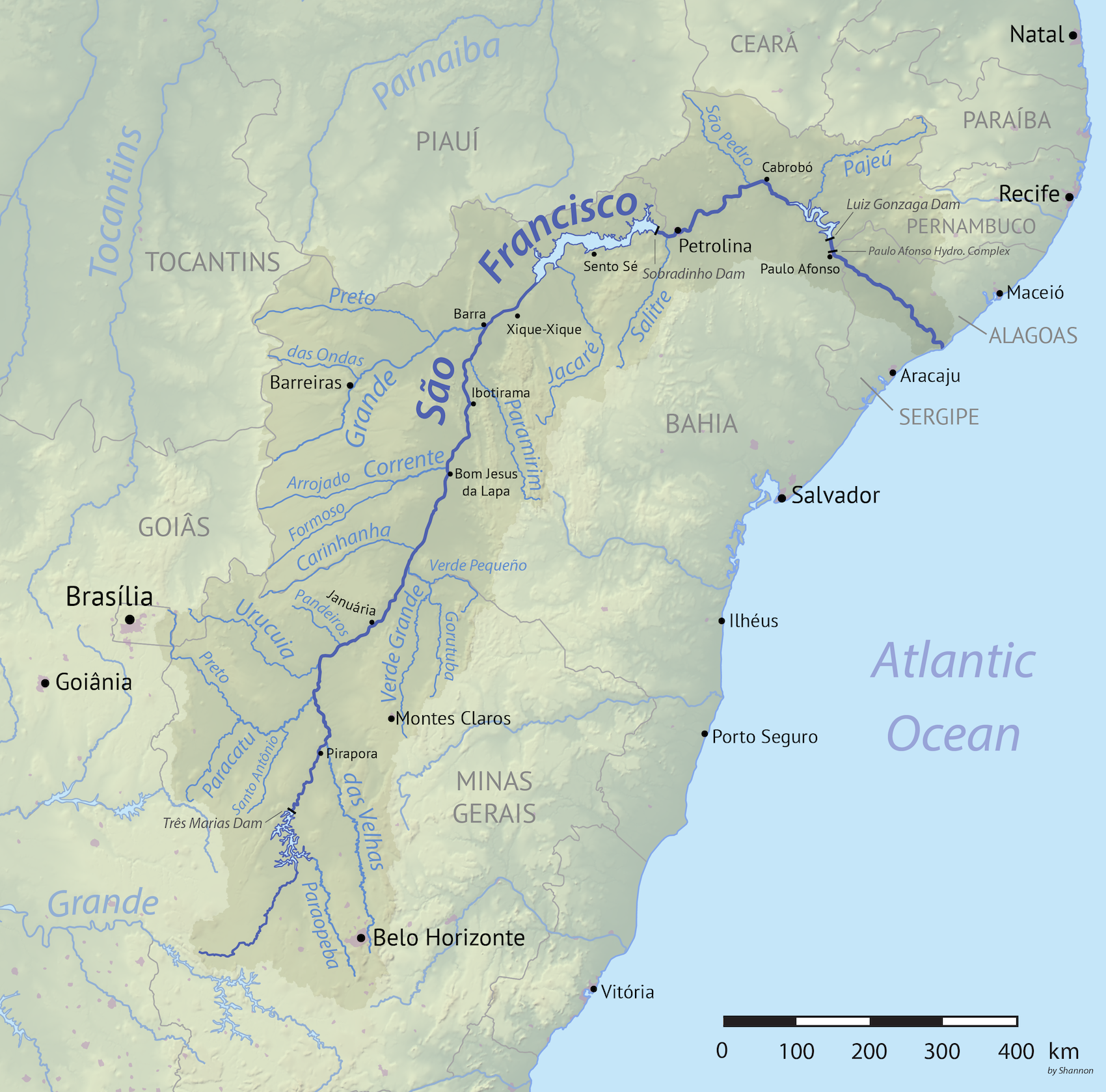
Hydrographisches Becken des Rio São Francisco

Die Stadt liegt auf der Südseite des Flusses Rio São Francisco gegenüber der etwa gleich großen Zwillingsstadt Petrolina im Bundesstaat Pernambuco.
Inner- und außerhalb Juazeiros gibt es eine Reihe von Flussinseln; 20 Kilometer flussaufwärts liegt der Sobradinho-Stausee.
Das Klima ist semiarid, nach Köppen und Geiger BSh, mit jährlichen Niederschlägen, bei starken Schwankungen, im Mittel um 400 mm, die Jahresdurchschnittstemperatur liegt bei 24,2 °C, mit Maxima bis 45 °C.

## Geschichte
Der ursprüngliche Weiler wurde 1832 aus dem Gemeindegebiet von Sento Sé ausgegliedert und erhielt volle Stadtrechte am 15. Juli 1878. Der Name leitet sich von der im nordöstlichen Sertão (Sertão Nordestino) häufig vorkommenden Baumart aus der Familie der Kreuzdorngewächse Ziziphus joazeiro ab.

## Stadtverwaltung
Exekutive: Stadtpräfekt (Bürgermeister) ist seit der Kommunalwahl in Brasilien 2016 für die Amtszeit 2017 bis 2020 Marcus Paulo Alcantara Bomfim, bekannt als Paulo Bomfim, des Partido Comunista do Brasil (PCdoB). Die Legislative liegt bei einem Stadtrat (Câmara Municipal) aus gewählten Stadtverordneten.
Der Munizip ist seit 1988 in acht Distrikte gegliedert: Abóbora, Carnaíba do Sertão, Itamotinga, Juazeiro (Sitz), Junco, Juremal, Massaroca und Pinhões, benannt nach der jeweiligen Ansiedlung.
|                              | Distrikte |          |            |           |         |          |       |       |
| Abóbora                      | Pinhões   | Maniçoba | Itamotinga | Massaroca | Juremal | Carnaíba | Junco |       |
| Einwohner                    | 2.254     | 2.274    | 15.572     | 20.995    | 2.267   | 1.751    | 3.386 | 7.256 |
| Entfernung vom Hauptort (km) | 104       | 72       | 42         | 72        | 54      | 38       | 20    | 20    |

## Bevölkerungsentwicklung
Quelle: IBGE (Angaben für 2018 sind lediglich Schätzungen).

## Kultur und Wirtschaft
Bekannt ist der Ort für die aus Holz geschnitzten Galionsfiguren, die Carrancas genannt werden.
Wie die Schwesterstadt Petrolina hat Juazeiro die Bewässerung der landwirtschaftlichen Flächen stark ausgebaut. Kultiviert werden u. a. Mango, Weintrauben, Wassermelonen, Pfirsiche, Kokospalmen und Bananen.

## Bistum Juazeiro
- Bistum Juazeiro

## Söhne und Töchter der Stadt
- João Gilberto (1931–2019), Sänger, Musiker, Komponist
- Luís Edmundo Pereira (* 1949), Fußballspieler
- Edson Duarte (* 1965), Politiker
- Ivete Sangalo (* 1972), Sängerin
- Daniel Alves da Silva (* 1983), Fußballspieler
- Petros Matheus dos Santos Araújo (* 1989), Fußballspieler